# Catane
Catane es una comuna ubicada en el distrito de Dolj, Rumania.

## Superficie
Posee una superficie de 46,59 kilómetros cuadrados.

## Demografía
Hasta 2021 la población era de 1959 habitantes, con una densidad de población de 42,05 habitantes por kilómetro cuadrado.